# 島内景二
島内 景二（しまうち けいじ、1955年7月15日 - ）は、日本の国文学者・文芸評論家。
専門は古典文学、特に『源氏物語』。学位は、博士（文学）（東京大学・2001年）（学位論文『源氏物語の影響史』）。電気通信大学名誉教授。

## 人物
長崎県生まれ。1979年東京大学文学部国文科卒、1984年同大学院博士課程単位取得満期退学、電気通信大学専任講師、1988年助教授、2003年教授。2001年「源氏物語の影響史」で東京大学より博士（文学）の学位を取得。
『源氏物語』を中心とする中古文学が専門だが、話型学という方法を用い、ミヒャエル・エンデや『宮本武蔵』、夏目漱石、森鷗外なども論じ、2002年頃から文芸評論家を名乗る。塚本邦雄に師事した歌人でもある。妻は中世文学専攻の島内裕子。
2022年、『文庫版　塚本邦雄全歌集』（短歌研究社、2017～2022年）の「企画・編纂」によって、第3回塚本邦雄賞・特別賞を受賞。

## 著書
- 『御伽草子の精神史』（ぺりかん社） 1988
- 『短歌の話型学 新たなる読みを求めて』（季節社） 1988
- 『源氏物語の話型学』（ぺりかん社） 1989
- 『日本人の旅 古典文学にみる原型』（日本放送出版協会、NHKブックス） 1989
- 『エンデのくれた宝物 『モモ』の世界構造を読む』（福武書店、福武ブックス） 1990
- 『剣と横笛 『宮本武蔵』の深層』（新典社） 1991
- 『文学の回廊 旅・歌・物語』（新典社） 1992
- 『初期物語話型論』（新典社） 1992
- 『源氏・後期物語話型論』（新典社） 1993
- 『日本文学の眺望 そのメトード』（ぺりかん社） 1994
- 『読む技法・書く技法』（講談社現代新書） 1995
- 『光源氏の人間関係』（新潮選書） 1995、のちウェッジ文庫 2008
- 『源氏物語と伊勢物語 - 王朝文学の恋愛関係』（PHP新書） 1997
- 『伊勢物語の水脈と波紋』（翰林書房） 1998
- 『漱石と鴎外の遠景 古典で読み解く近代文学』（ブリュッケ） 1999
- 『源氏物語の影響史』（笠間書院） 2000
- 『文豪の古典力 漱石・鴎外は源氏を読んだか』（文春新書） 2002
- 『歴史小説真剣勝負』（新人物往来社） 2002
- 『楽しみながら学ぶ作歌文法』（短歌研究社） 2002
- 『歴史を動かした日本語100』（河出書房新社） 2003
- 『大吟醸バガボンド 極上の美酒を求めて』（エイ出版社） 2003 - 文庫判
- 『北村季吟 - この世のちの世思ふことなき』（ミネルヴァ書房、ミネルヴァ日本評伝選） 2004
- 『教科書の文学を読みなおす』（ちくまプリマー新書） 2008
- 『源氏物語ものがたり』（新潮新書） 2008
- 『柳沢吉保と江戸の夢 元禄ルネッサンスの開幕』（笠間書院） 2009
- 『中島敦 「山月記伝説」の真実』（文春新書） 2009
- 『三島由紀夫 - 豊饒の海へ注ぐ』（ミネルヴァ書房、ミネルヴァ日本評伝選） 2010
- 『歌集 夢の遺伝子』（短歌研究社） 2011
- 『大和魂の精神史 本居宣長から三島由紀夫へ』（ウェッジ） 2015
- 『和歌の黄昏 短歌の夜明け』（花鳥社） 2019
- 『王朝日記の魅力』（花鳥社） 2021
- 『湖月訳源氏物語の世界』全6巻（花鳥社） 2024

### 編著
- 『批評集成 源氏物語』全5巻（小林正明, 鈴木健一共編、ゆまに書房） 1999
- 『塚本邦雄 コレクション日本歌人選019』（笠間書院） 2011
- 『心訳『鳥の空音』 元禄の女性思想家 飯塚染子、禅に挑む』（笠間書院） 2013
- 『響き合ううたと人形 「三十六歌人」でたどる短歌の歴史』（三枝昂之共著、群馬県立土屋文明記念文学館編、笠間書院） 2013
- 『源氏物語に学ぶ十三の知恵』（NHK出版、シリーズ こころをよむ） 2016 - 放送テキスト
- 『文庫版 塚本邦雄全歌集』全8巻（短歌研究社） 2017年 - 2022年
- 『竹山広 コレクション日本歌人選074』（笠間書院） 2018
- 『新訳 更級日記』（菅原孝標女、花鳥社） 2020
- 『新訳 和泉式部日記』（花鳥社） 2020
- 『新訳 蜻蛉日記』上巻（藤原道綱母、花鳥社） 2021
- 『新訳 紫式部日記』（花鳥社） 2022
- 『新訳 うたたね』（花鳥社） 2023
- 『新訳 十六夜日記』（花鳥社） 2023
- 『新訳 建礼門院右京大夫集』（花鳥社） 2023

## 論文
- Cinii